# Nothria pycnobranchiata
Nothria pycnobranchiata är en ringmaskart som beskrevs av McIntosh 1885. Nothria pycnobranchiata ingår i släktet Nothria och familjen Onuphidae. Inga underarter finns listade i Catalogue of Life.